# Sterkrader Fronleichnamskirmes
Die Sterkrader Fronleichnamskirmes ist ein Straßen- und Volksfest, das in der Innenstadt des Oberhausener Stadtteils Sterkrade stattfindet. Sechs Tage lang, von Mittwoch vor Fronleichnam, 15 Uhr (früher: 17 Uhr), bis Montagnacht, gibt es auf einem etwa 2,5 km langen Rundweg Losbuden, Karussells, Biergärten, High-Tech-Fahrgeschäfte und nostalgische Unterhaltungsgeschäfte. In vergangenen Jahren warb die Kirmes mit dem Titel Größte Straßenkirmes Europas; allerdings wurde in jüngerer Zeit durch verschiedene Bauvorhaben der zur Verfügung stehende Platz zunehmend eingeschränkt. Die Besucherzahl liegt bei einer Million Menschen.

## Geschichte
Traditionell gab es seit unerdenklichen Zeiten in Sterkrade an Fronleichnam ein kirchliches Fest mit Markt, das Kirchweihfest. Noch heute gibt es jedes Jahr am Fronleichnamstag eine Prozession über die Kirmes. Nach eigener Zählung des Veranstalters, der Stadt Oberhausen, fand die Kirmes im Jahr 2016 zum 187. Mal statt.
1972 wurde die zunächst von Donnerstag bis Sonntag dauernde Kirmes durch Einbeziehung des Montags auf fünf Tage verlängert. Am Mittwoch vor Fronleichnam, dem sogenannten Kirmesheiligabend, nutzten viele Bürger die Gelegenheit, schon einmal über die Kirmes zu bummeln, obwohl alles noch geschlossen war. Seit 1993 findet die offizielle Eröffnung (in der Regel durch den Oberbürgermeister) bereits am Mittwoch um 17 Uhr statt, dadurch ist die Kirmes wiederum einen Tag länger geöffnet. Beendet wird die Kirmes montags um 23 Uhr mit einem Feuerwerk. Im Jahr 2006 wurde der Festauftakt erstmals auf 15 Uhr vorverlegt.
Die Kirmes nahm in den Jahren von 2001 bis 2004, begünstigt durch das weitere Freiziehen des ehemaligen GHH-Betriebsgeländes in Sterkrade, an Fläche kräftig zu und konnte sich in zwei aufeinanderfolgenden Jahren mit annähernd 500 Schaustellern als größte Straßenkirmes Europas bezeichnen. Bedingt durch bauliche Maßnahmen ist das Volksfest jedoch in den letzten Jahren wieder verkleinert worden. So zählte die Kirmes 2008 nach der Eröffnung des Einkaufszentrums „Sterkrader Tor“ nur noch 360 Schausteller. Zu einer weiteren Verkleinerung kam es im Jahr 2009. Es entstand auf dem in den letzten Jahren von der Kirmes genutzten Parkplatz hinter dem „Technischen Rathaus“ ein Parkhaus, wodurch das Volksfest nochmals an Fläche einbüßte. Da bisher keine ausreichende Ersatzfläche gefunden wurde, gibt es hierdurch bedingt bis heute keine Großachterbahn mehr. Die Anzahl der Schausteller hat sich allerdings durch bessere Platzausnutzung der vorhandenen Flächen sowie Umbau von Ampelkreuzungen bei 380 eingependelt.

## Galerie

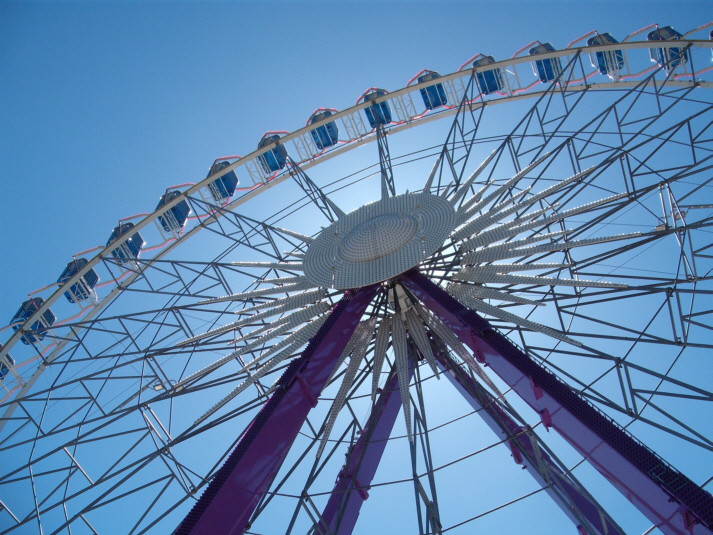
Expo Star  Riesenrad mit geschlossenen Kabinen 2010
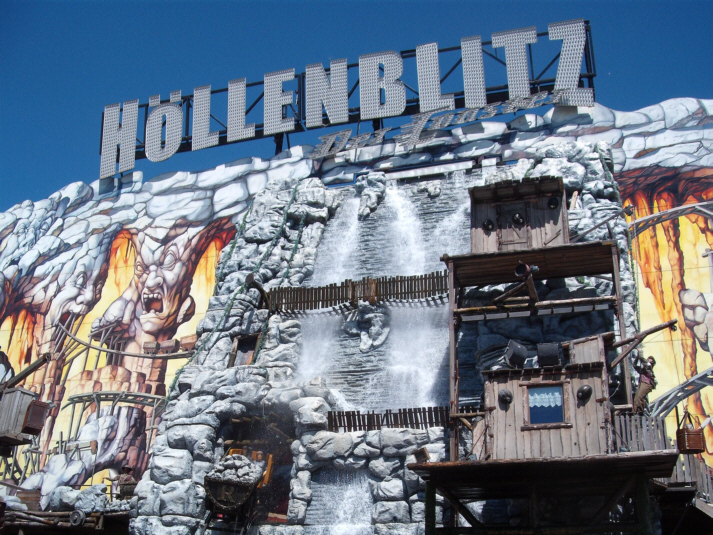
Überdachte Achterbahn 'Höllenblitz' 2010
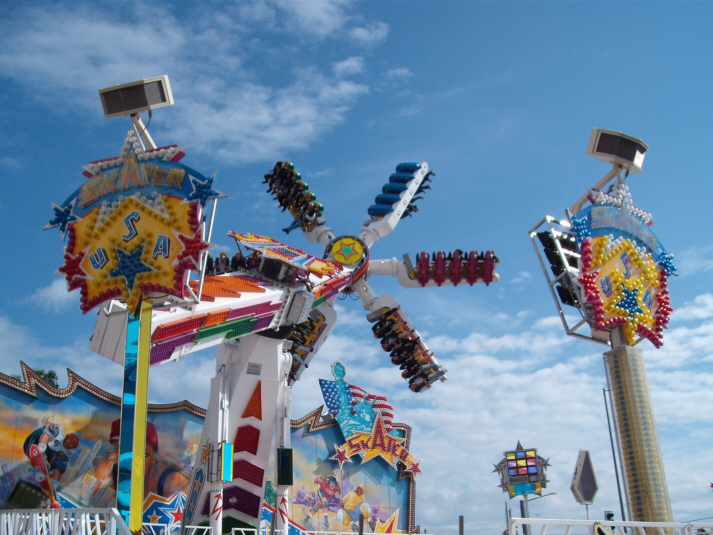
'Skater' 2009
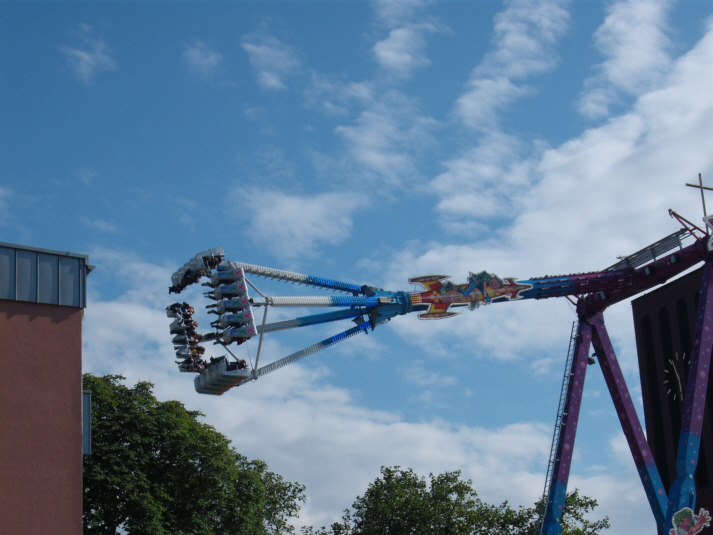
Kirmes 2009
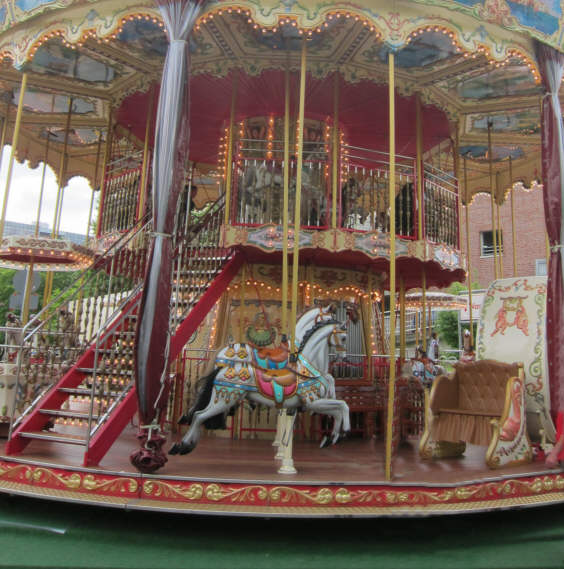
Pferdekarussell 2013